# 9416 Miyahara
9416 Miyahara este un asteroid din centura principală de asteroizi.

## Descriere
9416 Miyahara este un asteroid din centura principală de asteroizi. A fost descoperit pe 17 noiembrie 1995 la Ōizumi de Takao Kobayashi. Asteroidul prezintă o orbită caracterizată de o semiaxă mare de 2,30 ua, o excentricitate de 0,17 și o înclinație de 3,9° în raport cu ecliptica.